# Волоберштина
Волоберштина је у средњовековној Србији био воловски данак. Плаћали су га парици.

## Значење
Волоберштина се јавља у повељама бугарског цара Константина Тиха и српског краља Милутина који ослобађају људе манастира Светог Ђорђа код Скопља ове дажбине. По свој прилици је превод од зевгаратикиона, пореза који је у Византијском царству постојао од 11. века и имао је разуђену традицију и различита значења. Може се претпоставити да је волоберштина касније прерасла из првобитног давања волова војсци у новчану обавезу.